# Carlos Irigoyen Ruiz
Carlos Irigoyen Ruiz (2 de mayo de 1903 – 22 de marzo de 1947)  fue un músico salvadoreño de renombre de las décadas del 20 al 40. Filarmónico, director y propietario de varias de las marimbas más sonadas a nivel nacional e internacional y formador de músicos en la época.

## Biografía
Casado con Doña Francisca Moreno Morán (Paquita), procreó una hija, Luz del Carmen Irigoyen, en honor a su abuela, doña Carmen Irigoyen. Inició estudios de Derecho (2 años) en la Universidad de El Salvador, abandonándolos posteriormente por su inclinación natural por la música.
Su abuela fue amante de las artes, descendiente Vasco Navarra, su familia paterna era de músicos no profesionales y su hermano José Irigoyen fue músico profesional. Los hermanos Irigoyen crearon la Marimba Centroamérica. Posteriormente, José salió del país fijando su residencia en la Ciudad de Panamá, mientras que Don Carlos Irigoyen, continuó con la marimba en El Salvador. Estudió en clases particulares de idiomas como el inglés, francés y alemán, idiomas que gracias a la práctica y a través de sus viajes dominaba bastante bien.
Fue considerado como un maestro tanto por su conocimiento de la solfa, como por su dominio de todos los instrumentos musicales: piano (concertista), saxofón, clarinete; trompeta, concertina, banjo, percusión, xilófono, etc., conocimientos que adquirió de maestros de la Escuela de Música de El Salvador, y de Guatemala, a través de clases particulares. Interpretaba además canciones de la época, cuando era requerido, con tan buen tino que llegaron a llamarle la Voz de Seda y fueron aplaudidas sus interpretaciones en el entonces “Campo de Marte.”
Filarmónico y compositor, reconocido nacional e internacionalmente como el Maestro Irigoyen, dominó tanto la solfa que llegó a transcribir la música escuchándola directamente de radio emisoras europeas, de tal manera que le permitía pautar para cada instrumento y para cada puesto de la marimba, todo tipo de música especialmente música clásica, y semiclásica. Su repertorio incluía Rigoleto (ópera), la Danza de las Horas, Rapsodia Húngara, El príncipe y el Mendigo, Dos Guitarras, todos los vals de Strauss, al igual que música popular como: La Sandunga, El Ferrocarril de los Altos, tangos famosos, música de la época y música propia de la Región Centroamericana.
Fue director y propietario de varias marimbas en El Salvador, entre las que destacaron: Marimba Centroamérica. El Salvador Country Club, Marimba Salvadoreña y Marimba Nuevo Mundo (con la que viajó a Europa, y que luego se transformó en Marimba Orquesta Nuevo Mundo), entre otras.
Durante muchos años fue el director propietario de la Marimba Country Club, marimba oficial del exclusivo Country Club, reconocido como el lugar de reunión de la alta sociedad salvadoreña en la época, en dicho lugar posteriormente se instalaría la Casa Presidencial de El Salvador. En 1926 el Maestro Irigoyen viajó a Guatemala, donde compró la que sería una de sus mejores marimbas. Esto es destacado en un artículo de la Prensa Gráfica publicado el 9 de noviembre de 1926 diciendo: “Ha llegado de Guatemala Don Carlos Irigoyen con su compañía de marimbistas. Trae un instrumento de gran sonoridad y de elegantísimo estilo, Luís XV, hecho para grandes recepciones”. Para poderse dedicar a la preparación de su nueva orquesta, trae a su amigo Miguel Ángel Arriola para hacerse cargo de la Marimba Country Club. La Prensa gráfica escribe este hecho el 7 de diciembre de 1926: “El músico Miguel Ángel Arriola llegará en los próximos días para dirigir la Marimba “Country Club”, de mucho prestigio en el país. Arriola acaba de recorrer el continente americano donde se ha codeado con las mejores bandas de jazz”.
Sin embargo, no dejó totalmente la marimba Country Club, con la cual ofrecía conciertos gratuitos en parques, luego que a mediados de enero de 1928, como representante de la “Country Club Marimba Jazz Band” el Maestro Carlos Irigoyen Ruíz gestionó un permiso ante la municipalidad de San Salvador para que la referida marimba brindara audiciones todos los lunes en Parque Bolívar, con el objeto de que el público en general tuviera ocasión de deleitarse con la ejecución de piezas musicales. Cabe destacar que hasta ese momento la mencionada marimba solo tocaba en lugares frecuentados por personas pudientes de la capital (Diario Latino, 19 de enero de 1928). La Prensa Gráfica resalta dos hechos al respecto en 1928: “Enorme concurrencia hubo anoche en el Parque Bolívar, de San Salvador, para escuchar el concierto que ejecutó el personal de la marimba “Country  Club” dirigida por el maestro Irigoyen Ruiz. Terminó el concierto con el vals “siempre sufriendo (14/02/28)”; “Un concierto de marimba ofreció El Salvador Country Club en el parque Bolívar para estrenar el nuevo instrumento traído de Guatemala. Los ejecutantes se presentaron vistiendo lujosos esmoquin. Una de las obras mejor ejecutadas fue la Danza de las Horas, de la ópera La Gioconda (27/03/28)”.
El Maestro Irigoyen muere a los 43 años en San Salvador, sus restos se encuentran sepultados en el Cementerio Los Ilustres de San Salvador: su esposa  Paquita, como se la conocía, muere 38 años después, el 10 de mayo de 1985.

## Música
Como compositor, sus arreglos fueron grabados en Nueva York, por el sello VICTOR en acetatos de 78 revoluciones e interpretados por la marimba Centroamericana de origen guatemalteco. Encontramos referencia de dichas grabaciones en el Fonógrafo del Recuerdo del Circuito YSR, en donde se mencionan: el Fox Trot, “La canción de los Churritos”, en 1925. A ritmo de vals la instrumentalización para marimba de la canción de cuna “Arru-rru niñito”. Compuso también “Anastasia”, en honor a la princesa Anastasia, hija del último Zar de Rusia. En 1930, como un homenaje al As de la Aviación Salvadoreña Juan Ramón Munés dedicó un Fox Trox titulado con el mismo nombre. En 1931 realizó la composición musical y el arreglo para marimba del “Adolorido”, famosa composición del artista mexicano “Pascualillo” grabada en 78 revoluciones en 1938 y años más tarde en disco de larga duración, en el Álbum de Selecciones, en donde se consigna la música como de su creación.

## Presentaciones

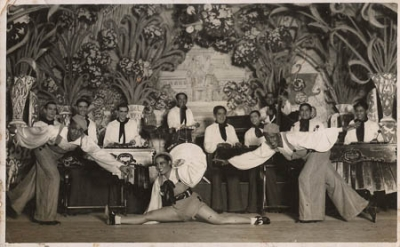
Marimba Orquesta Propiedad del Maestro Carlos Irigoyen Ruiz.

### Nacionales
En tiempos del Presidente de la República Pio Romero Bosque, realizó presentaciones culturales y recreativas tanto privadas como estatales, así como inauguraciones de centros educativos y deportivos. Mantuvo contratos en los más selectos lugares de la época: Country Club, Círculo Deportivo Internacional, Casino Salvadoreño, Hotel Nuevo Mundo, Club Internacional, Café Lutecia, Hotel Astoria, entre otros. Se recoge en un artículo publicado por El Diario de Hoy, fechado 17 de enero de 2002, bajo el título “Lutecia: El elegante café de Antaño”, los recuerdos de Don Juan Manuel Castro: “…el Lutecia atraía más (personas) que otros establecimientos, porque también ofrecía conciertos de música interpretados por la Marimba Orquesta Internacional de los Hermanos Irigoyen Ruíz, una de las mejores de la época”.

### Internacionales
1924 Argentina, 1928 y 1942 Panamá y países del cono sur hasta Argentina; 1931 a 1932 viaje a Europa, uniéndose a la Marimba Kapelle en Colonia, Alemania. Su fama como Director, llegó hasta la corte Inglesa, tanto así, que en 1935 fue invitado expresamente por el Príncipe de Gales para presentarse en el Palacio de Buckinham y entre 1935 y 1937 viajó con la marimba Nuevo Mundo a una gira artística por Europa bajo contratación directa de la corte londinense, Inglaterra. Después de un largo viaje por barco, arribó con todos los integrantes y la Marimba Nuevo Mundo, para incorporarse a la celebración del cumpleaños de la Señora Wallis Simpson, prometida del Príncipe de Gales; esta gira se prolongó hacia España, Suiza, Holanda, Francia, Alemania, Bélgica, Luxemburgo y otros países. Fue el primer conjunto musical nacional que obtuvo resultados satisfactorios en la corte londinense
.

## Reconocimientos
1929 1.er lugar (medalla de oro) en festival de marimbas, y 1942 reconocimiento por el presidente de Panamá. Una Corona en 1931 y 4 en 1932 en Colonia, Alemania, compartiendo honores con el maestro José Bolaños, Guatemalteco.
Responsable de los eventos culturales (música) de los Terceros Juegos Centroamericanos, del 16 de marzo al 5 de abril de 1935. Participación en el concurso para la inauguración la Puerta de Oro (Golden Gate) en San Francisco California con los temas: Gerardo Barrios, La Flor del Café y Sandunga, 1938.
Entre otros reconocimientos, el Maestro Irigoyen fue nombrado por el Ministerio de Educación de la República de El Salvador, como el conjunto musical oficial para inaugurar todos los Centros Educativos, este era un reconocimiento muy importante en la época.
Las marimbas de sus orquestas Nuevo Mundo y Country Club fueron elaborados por el reconocido maestro guatemalteco Rosendo Barrios (Chendo Barrios)
.